# Шерон, Элизабет-Софи
Элизабет-Софи Шерон (фр.  Élisabeth-Sophie Chéron Le Hay; 3 октября 1648, Париж — 3 сентября 1711, там же) — французская художница (эмальер, миниатюрист, график), поэт, переводчик.

## Биография и творчество
Дочь художника Анри Шерона, была воспитана в кальвинистской вере отца, которому противостояла католичка-мать. В 1664 отец был вынужден оставить семью и покинуть Францию из-за гонений на протестантов.
В 1672 была представлена Королевской академии живописи и ваяния Шарлем Лебреном и стала членом Академии (четвёртой женщиной-академиком). Регулярно выставлялась в Салоне. Участвовала в полемике между Лебреном и его соперником Миньяром, выступив в поддержку первого с анонимными стихами против Мольера, который поддерживал Миньяра. При дворе художнице покровительствовал Кольбер; с потерей его влияния на короля, а особенно после смерти могущественного интенданта финансов в 1683 и отмены Людовиком XIV Нантского эдикта (1685) положение Шерон стало весьма неустойчивым. В 1688 Элизабет-Софи отказалась от протестантской веры (её брат Луи, тоже художник, остался кальвинистом и уехал в Англию). В 1692 она вышла замуж за придворного инженера Жака Лёэ. В 1699 была как поэт принята в члены падуанской Accademia dei Ricovrati под именем Эрато. Среди её живописных работ известен портрет писательницы Антуанетты Дезульер, но в целом её художественное наследие невелико.
Свободно владела древнееврейским, греческим и латынью. Перекладывала псалмы стихами, переводы были изданы отдельной книгой в 1694, ряд их положены на музыку. Также опубликовала руководство по рисованию (1706).
Похоронена в парижской церкви Сен-Сюльпис.